# Charles François Ledroit
Charles François Ledroit (Château-Gontier, 3 giugno 1818 – dopo il 1872) è stato un attivista francese.
Anarchico, fu una personalità della Comune di Parigi.

## Biografia
Calzolaio, fu condannato a Marsiglia, nel 1845, a due mesi di prigione per aver organizzato uno sciopero, e subì un'altra condanna nel 1852. Divenne poi fotografo e aderì alla Prima Internazionale.
Il 26 marzo 1871 fu eletto al Consiglio della Comune dal V arrondissement e fece parte della Commissione giustizia, poi della Commissioni esteri e infine della Commissione militare. Il 1º maggio votò a favore della costituzione del Comitato di Salute pubblica.
Dopo la Settimana di sangue fuggì in Svizzera e fu condannato a morte in contumacia dalla corte marziale di Versailles. Aderì alla Federazione del Giura di Michail Bakunin. Non si conosce la data né il luogo della sua morte.